# Listă de filme americane din 2019
- Filme americane din 2018 — Filme americane din 2019 — Filme americane din 2020

Aceasta este o listă de filme americane din 2019.

## Listă de filme
| Titlu                     | Regizor(i)           | Actori                                                                       | Gen                    | Note  |
| ------------------------- | -------------------- | ---------------------------------------------------------------------------- | ---------------------- | ----- |
| A Dog's Way Home!         | Charles Martin Smith | Edward James Olmos, Alexandra Shipp, Ashley Judd, Jonah Haur-King, Wes Studi | Dramatic, comedie      | [ 1 ] |
| Calmul dinaintea furtunii | Steven Knight        | Matthew McConaughey, Anne Hathaway, Diane Lane, Jason Clarke                 | Dramatic, thriller, SF | [ 2 ] |